# Teen Choice Awards 2012
La 14ª edizione dei Teen Choice Awards si è tenuta il 22 luglio 2012 nel Gibson Amphitheatre di Los Angeles, California.
È stata presentata da Demi Lovato e Kevin McHale.

## Premi

### Cinema
| Film d'azione | Attore di film d'azione |
| --- | --- |
| - Abduction - Riprenditi la tua vita - Act of Valor - Mission: Impossible - Protocollo fantasma - Red Tails - Sherlock Holmes - Gioco di ombre                                                                                          | - Taylor Lautner, Abduction - Riprenditi la tua vita - Tom Cruise, Mission: Impossible - Protocollo fantasma - Robert Downey Jr., Sherlock Holmes - Gioco di ombre - Tom Hardy, Warrior - Logan Lerman, I tre moschettieri        |
| Attrice di film d'azione | Film drammatico |
| - Zoe Saldana, Colombiana - Salma Hayek, Il gatto con gli stivali - Milla Jovovich, I tre moschettieri - Paula Patton, Mission: Impossible - Protocollo fantasma - Noomi Rapace, Sherlock Holmes - Gioco di ombre                       | - Ho cercato il tuo nome - Drive - The Help - La memoria del cuore - La mia vita è uno zoo |
| Attore di film drammatico | Attrice di film drammatico |
| - Zac Efron, Ho cercato il tuo nome - Matt Damon, La mia vita è uno zoo - Ryan Gosling, Drive - Channing Tatum, La memoria del cuore - Justin Timberlake, In Time                                                                       | - Emma Stone, The Help - Sandra Bullock, Molto forte, incredibilmente vicino - Viola Davis, The Help - Scarlett Johansson, La mia vita è uno zoo - Rachel McAdams, La memoria del cuore                                           |
| Film commedia | Attore di film commedia |
| - 21 Jump Street - American Pie: Ancora insieme - Crazy, Stupid, Love - I Muppet - Che cosa aspettarsi quando si aspetta | - Channing Tatum, 21 Jump Street - Jason Biggs, American Pie: Ancora insieme - Ryan Gosling, Crazy, Stupid, Love - Jonah Hill, 21 Jump Street e Lo spaventapassere - Chris Rock, Che cosa aspettarsi quando si aspetta            |
| Attrice di film commedia | Film romantico |
| - Emma Stone, Crazy, Stupid, Love - Cameron Diaz, Che cosa aspettarsi quando si aspetta - Alyson Hannigan, American Pie: Ancora insieme - Jennifer Lopez, Che cosa aspettarsi quando si aspetta - Reese Witherspoon, Una spia non basta | - The Twilight Saga: Breaking Dawn - Parte 1 - Ho cercato il tuo nome - Think Like a Man - Una spia non basta - La memoria del cuore                                                                                              |
| Attore di film romantico | Attrice di film romantico |
| - Zac Efron, Ho cercato il tuo nome - Michael Ealy, Think Like a Man - Robert Pattinson, The Twilight Saga: Breaking Dawn - Parte 1 - Chris Pine, Una spia non basta - Channing Tatum, La memoria del cuore                             | - Kristen Stewart, The Twilight Saga: Breaking Dawn - Parte 1 - Miley Cyrus, LOL - Pazza del mio migliore amico - Meagan Good, Think Like a Man - Rachel McAdams, La memoria del cuore - Taylor Schilling, Ho cercato il tuo nome |

- Miglior film fantascientifico/fantasy: Hunger Games
- Miglior attore in un film di fantascienza/fantasy: Josh Hutcherson (Hunger Games)
- Miglior attrice in un film di fantascienza/fantasy: Jennifer Lawrence (Hunger Games)
- Miglior cattivo: Alexander Ludwig (Hunger Games)
- Miglior scene stealer maschile: Liam Hemsworth (Hunger Games)
- Miglior scene stealer femminile: Ashley Greene (The Twilight Saga: Breaking Dawn - Parte 1)
- Miglior bacio: Jennifer Lawrence e Josh Hutcherson (Hunger Games)
- Miglior attore/attrice breakout: Rihanna (Battleship)
- Miglior voce: Taylor Swift nel ruolo di Audrey (Lorax - Il guardiano della foresta)
- Miglior attore/attrice hissy fit: Charlize Theron (Biancaneve e il cacciatore)
- Miglior feeling: Jennifer Lawrence e Amandla Stenberg (Hunger Games)

### Televisione
- Miglior serie televisiva drammatica: Pretty Little Liars
- Miglior attore televisivo drammatico: Ian Harding (Pretty Little Liars)
- Miglior attrice televisiva drammatica: Lucy Hale (Pretty Little Liars)
- Miglior serie televisiva fantascientifica/fantasy: The Vampire Diaries
- Miglior attore televisivo in una serie fantasy/fantascientifica: Ian Somerhalder (The Vampire Diaries)
- Miglior attrice televisiva in una serie fantasy/fantascientifica: Nina Dobrev (The Vampire Diaries)
- Miglior serie televisiva azione: CSI: Miami
- Miglior attore televisivo azione: Adam Rodríguez (CSI: Miami)
- Miglior attrice televisivo azione: Linda Hunt (NCIS: Los Angeles)
- Miglior serie televisiva commedia: Glee
- Miglior attore televisivo commedia: Chris Colfer (Glee)
- Miglior attrice televisiva commedia: Lea Michele (Glee)
- Miglior serie televisiva animata: I Simpson
- Miglior personalità televisiva maschile: Simon Cowell (The X Factor)
- Miglior personalità televisiva femminile: Jennifer Lopez (American Idol)
- Miglior reality: Punk'd
- Miglior reality di competizione: The X Factor
- Migliore star di reality maschile: Paul "Pauly D" DelVecchio (Jersey Shore, The Pauly D Project)
- Migliore star di reality femminile: le Kardashian (Al passo con i Kardashian)
- Miglior cattivo televisivo: Janel Parrish (Pretty Little Liars)
- Miglior scene stealer televisivo femminile: Candice Accola (The Vampire Diaries)
- Miglior scene stealer televisivo maschile: Michael Trevino (The Vampire Diaries)
- Miglior serie televisiva/reality breakout: The X Factor
- Migliore star breakout femminile: Hannah Simone (New Girl)
- Migliore star breakout maschile: Beau Mirchoff (Diario di una nerd superstar)

### Musica
| Artista maschile | Artista femminile |
| --- | --- |
| - Justin Bieber - Drake - Bruno Mars - Pitbull - Jake Long | - Taylor Swift - Adele - Jennifer Lopez - Katy Perry - Rihanna |
| Gruppo | Artista R&B/Hip-Hop |
| - Selena Gomez & the Scene - Gym Class Heroes - Lady Antebellum - LMFAO - The Wanted | - Nicki Minaj - Beyoncé - Flo Rida - Pitbull - Kanye West |
| Gruppo Rock | Brano Rock |
| - fun. - The Black Keys - Foo Fighters - Foster the People - Linkin Park | - "Paradise", Coldplay - "Lonely Boy", The Black Keys - "Pumped Up Kicks", Foster the People - "We Are Young", fun. featuring Janelle Monáe - "Somebody That I Used to Know", Gotye featuring Kimbra                                                                               |
| Artista EDM (Electronic Dance Music) | Singolo per Gruppo |
| - David Guetta - deadmau5 - Calvin Harris - Kaskade - Skrillex | - "We Are Young", fun. featuring Janelle Monáe - "Ass Back Home", Gym Class Heroes featuring Neon Hitch - "Hit the Lights", Selena Gomez & the Scene - "Moves like Jagger", Maroon 5 featuring Christina Aguilera - "Party Rock Anthem", LMFAO featuring Lauren Bennett e GoonRock |
| Singolo di un artista femminile | Singolo di un artista maschile |
| - "Eyes Open", Taylor Swift - "Set Fire to the Rain", Adele - "Stronger (What Doesn't Kill You)", Kelly Clarkson - "Dance Again", Jennifer Lopez featuring Pitbull - "Part of Me", Katy Perry | - "Boyfriend", Justin Bieber - "Take Care", Drake featuring Rihanna - "Good Feeling", Flo Rida - "It Will Rain", Bruno Mars - "Give Me Everything", Pitbull featuring Ne-Yo, Afrojack, and Nayer                                                                                   |
| Artista country maschile | Artista country femminile |
| - Hunter Hayes - Jason Aldean - Luke Bryan - Scotty McCreery - Blake Shelton | - Taylor Swift - Lauren Alaina - Miranda Lambert - Kellie Pickler - Carrie Underwood |
| Brano R&B/Hip-Hop | Brano Country |
| - "Starships", Nicki Minaj - "Love on Top", Beyoncé - "Take Care", Drake featuring Rihanna - "Wild Ones", Flo Rida featuring Sia - "Without You", David Guetta featuring Usher                | - "Sparks Fly", Taylor Swift - "Tattoos on This Town", Jason Aldean - "Crazy Girl", Eli Young Band - "Storm Warning", Hunter Hayes - "God Gave Me You", Blake Shelton |
| Gruppo Country | Brano Summer |
| - Lady Antebellum - The Band Perry - Eli Young Band - Rascal Flatts - Thompson Square | - "Call Me Maybe", Carly Rae Jepsen - "All Around the World" Justin Bieber featuring Ludacris - "Give Your Heart a Break", Demi Lovato - "Glad You Came", The Wanted - "Scream", Usher                                                                                             |
| Canzone d'amore | Brano Break-Up |
| - "What Makes You Beautiful", One Direction - "Die in Your Arms", Justin Bieber - "Give Your Heart a Break", Demi Lovato - "I Won't Give Up", Jason Mraz - "Home", Phillip Phillips           | - "Payphone", Maroon 5 featuring Wiz Khalifa - "Somebody That I Used to Know", Gotye featuring Kimbra - "Stronger (What Doesn't Kill You)", Kelly Clarkson - "Wide Awake", Katy Perry - "Climax", Usher                                                                            |
| Summer Music Star: Artista femminile | Summer Music Star: Artista maschile |
| - Demi Lovato - Jennifer Lopez - Carly Rae Jepsen - Katy Perry - Rihanna | - Justin Bieber - Flo Rida - David Guetta - Pitbull - Usher |
| Summer Music Star: Gruppo | Artista emergente |
| - One Direction - Coldplay - Gym Class Heroes - Maroon 5 - The Wanted | - Carly Rae Jepsen - Ellie Goulding - Gotye - Kimbra - Phillip Phillips |
| Gruppo emergente | |
| - One Direction - Eli Young Band - fun. - Karmin - The Wanted | |

### Sport
| Atleta femminile | Atleta maschile |
| --- | --- |
| - Serena Williams (Tennis) - Kelly Clark (Snowboard) - Marija Šarapova (Tennis) - Hope Solo (Calcio) - Lindsey Vonn (Sci) | - David Beckham (Calcio) - Kobe Bryant (Basket) - Albert Pujols (Baseball) - Tim Tebow (Football) - Shaun White (Snowboard/Skateboard/Surf) |

### Altro
| Libro | Comico                                                                              |
| --- | ----------------------------------------------------------------------------------- |
| - Trilogia di Hunger Games, Suzanne Collins - The Giver, Lois Lowry - Serie di Twilight, Stephenie Meyer - La trilogia di Divergent, Veronica Roth - Ho cercato il tuo nome, Nicholas Sparks | - Ellen DeGeneres - Jimmy Fallon - Andy Samberg - Daniel Tosh - Kristen Wiig        |
| Social Network | Twit                                                                                |
| - Facebook - Instagram - Pinterest - Tumblr - Twitter | - Demi Lovato - Justin Bieber - Miley Cyrus - Jimmy Fallon - Ryan Seacrest          |
| Videogioco | Web Star                                                                            |
| - Just Dance 3 - Call of Duty: Modern Warfare 3 - Mass Effect 3 - NBA 2K12 - The Sims 3 Showtime: Katy Perry Collector's Edition                                                             | - Sophia Grace and Rosie - Ryan Beatty - Cimorelli - Elle and Blair Fowler - Karmin |
| Special Award — Ultimate Choice Award | Special Award — Acuvue Inspire Award                                                |
| - Serie di Twilight | - Miranda Cosgrove                                                                  |

### Moda e bellezza
| Icona Fashion: Maschile                                                              | Icona Fashion: Femminile                                                    |
| ------------------------------------------------------------------------------------ | --------------------------------------------------------------------------- |
| - Justin Bieber - Chris Colfer - Cee Lo Green - Justin Timberlake - will.i.am        | - Katy Perry - Miley Cyrus - Zooey Deschanel - Jennifer Lopez - Nicki Minaj |
| Ragazzo più sexy                                                                     | Ragazza più sexy                                                            |
| - Ian Somerhalder - Justin Bieber - Ryan Gosling - Liam Hemsworth - Robert Pattinson | - Miley Cyrus - Selena Gomez - Katy Perry - Rihanna - Kate Upton            |